# Aricia sheljuzhkoi
Aricia sheljuzhkoi är en fjärilsart som beskrevs av Obraztsov 1935. Aricia sheljuzhkoi ingår i släktet Aricia och familjen juvelvingar. Inga underarter finns listade i Catalogue of Life.